# Simon Strand
Simon Strand (født 25. maj 1993 i Sverige) er en svnesk fodboldspiller, der spiller for Dalkurd FF i Allsvenskan.

## Karriere

### Lyngby Boldklub
Den 4. januar 2018 underskrev Simon Strand en 3 årig kontrakt med Lyngby Boldklub.

### Dalkurd FF
Efter en kaotisk januar måned hvor Simon Strand ingen løn fik i Lyngby Boldklub skrev svenske Dalkurd FF en tre-årig kontrakt med ham.